# CICANT
O Centro de Investigação em Comunicação Aplicada, Cultura e Novas Tecnologias (CICANT), anteriormente chamado de UAAM (Unidade Autónoma de Audiovisuais e Multimédia), é uma unidade integrada na Universidade Lusófona de Humanidades e Tecnologias (ULHT), resultante do esforço dos docentes do Departamento de Ciências da Comunicação e da Informação da ULHT, surgindo como uma unidade autónoma que integra e potencia as investigações desenvolvidas individualmente pelos docentes.
O CICANT pretende fomentar o desenvolvimento e a divulgação da investigação científica, bem como a produção e distribuição de conteúdos científicos nos domínios da comunicação aplicada, cultura e novas tecnologias, através dos seus laboratórios.

## Os Laboratórios
- Laboratório de Usabilidade

O Laboratório de Usabilidade é uma unidade de investigação aplicada que promove estudos científicos destinados a avaliar e desenvolver interfaces que sejas úteis, funcionais e atractivos para os utilizadores, em particular produtos e serviços de Televisão Digital e Interactiva, Telemóveis e outros aparelhos móveis e Internet de Banda-Larga.
As principais actividades desenvolvidas incluem investigação colaborativa em usabilidade com empresas de Média e Tecnologias de Informação e Comunicação, desenvolvimento de protótipos funcionais, publicação de artigos e organização de workshops e outros eventos nesta área.
Esta é um estrutura interdisciplinar, composta por investigadores das áreas da Psicologia, Ciências da Comunicação, Engenharia Informática, Design Multimédia e Educação. Este grupo de investigação possui uma experiência considerável em estudos de avaliação e prototipagem de aplicações multimédia.
- Laboratório de Simulação,Realidade virtual e Animação 2D e 3D

Dentro desta estrutura realizam-se todos os projectos realizados nas áreas de simulação e realidade virtual.
- Laboratório de Desenvolvimento e Pós-Produção

Esta estrutura fornece apoio na área de pós-produção e tecnologias da comunicação a todos os projectos do CICANT, integrando ainda o centro educativo AVID da Universidade Lusófona.
- Movlab, Laboratório de Animação Digital e Biomecânica do Movimento Humano

O Movlab desenvolve intervenções nas áreas do audiovisual, multimédia e tecnologias interactivas, nomeadamente no que se refere às áreas de animação e modelação 2d e 3d, aquisição e análise de movimento humano, cenografia e realidade virtual, cinematografia digital, televisão e vídeo interactivos.
Iniciou as suas acções em duas áreas essenciais: uma área associada à indústria de entretenimento (televisão, cinema e multimédia) onde se pretende explorar o universo criativo a três dimensões; uma segunda área associada à Biomecânica do Movimento Humano em que se desenvolvem projectos de análise cinemática, de análise das forças reactivas do apoio e de análise da dinâmica por conjugação das anteriores.